# Det andra Ryssland (parti)
Det andra Ryssland (ryska: Другая Россия/Drugaja Rossija) är ett socialistisk och nationalistiskt politiskt parti i Ryssland som grundades i juli 2010 av Eduard Limonov, partiledaren för det förbjudna Nationalbolsjevikiska partiet. Partiet nekades den 21 januari 2011 registrering av det ryska justitieministeriet.
Partiet samarbetar med ROT front, Fosterlandet - sunt förnuft och Strategi 31.